# Listă de cărți: Î
Lista cărți: A - Ă - B - C - D - E - F - G - H - I - Î - J - K - L - M - N - O - P - Q - R - S - Ș - T - Ț - U - V - W - X - Y - Z
- Înapoi la trupurile voastre răzlețite! de Philip José Farmer (1971)
- În fața steagului de Jules Verne (1896)
- Închipuirile lui Jean-Marie Cabidoulin de Jules Verne (1901)
- Încleștarea regilor de George R. R. Martin (1998)
- Îngeri și demoni de Dan Brown (2000)
- Întâlnirea din pământuri de Marin Preda (1948)
- Întoarcerea lui Sherlock Holmes de Arthur Conan Doyle (1905)
- Învierea de Lev Tolstoi (1900)
- Însoțitorul de Muzică Oxford de Oxford University Press (1938)